# Daisuke®
Daisuke®︎（ダイスケ、1994年2月16日 - ）は、日本の男性プロレスラー。静岡県熱海市出身。身長174cm、体重75kg。血液型A型。フリー（社会人レスラーとしてはCWP所属）。

## 経歴
2015年4月 DRAGON GATE 入門（同期にはBen-K、彪、吉岡勇紀、シュン・スカイウォーカーがいる。）
2016年6月右足首靭帯断裂で退団。
2019年6月社会人プロレス団体CWP入門。
2019年9月21日CWP PARTYMAKER 2019 北沢タウンホール大会にて 永田乳児、ウヱノ=バラキ、中條元太を相手に社会人レスラーデビュー。（パートナーは 脇田真一朗、ONAKIN）
2023年12月27日 新木場1stRINGで行われた当時空位だったインディJr.1Dayトーナメント出場。1回戦で敗退するも敗者復活バトルロイヤルで勝ち進みジーク・アンディーノに勝利しトーナメント復活を果たす。のち準決勝で関札皓太に敗れるがベスト8の好成績を残し、主催主のTAKAみちのくから賞賛される。（この大会がプロデビューとなる）
2024年5月18日 ガンバレ☆プロレス 新木場1stRING大会で勝村周一朗、和田拓也の持つSOG世界タッグに冨永真一郎と共に挑戦するも敗戦。
2024年6月2日 ガンバレ☆プロレス 高島平区民館ホール大会でSOG世界無差別級時期挑戦者決定バトルロイヤルに参戦するも共闘していたがばいじいちゃんの裏切りの杖攻撃に合い敗戦。
2024年10月14日 ガンバレ⭐︎プロレス 高島平区民館ホール大会で大家健を相手に元登龍門対決が実現。最後は炎のスピアーからの垂直落下式ブレーンバスターに沈むが、試合後大家健より「他団体だけどコイツは仲間です」と激励の意を述べられる。
2024年12月14日 タカタイチ興行season3 新宿FACE大会に参戦。

## タイトル歴
- CWP[1]
  - CWP無差別級
  - CWPタッグ

## 得意技
- バタリング・ラム
- ノータッチ・トペ・コン・ヒーロ
- トラースキック
- 逆水平チョップ
- ジャベ

## 人物
- 中学時代の三社面談で高校には行かずにプロレスラーになると豪語するが担任と親から猛反発を受け仕方なく高校へ進学する
- 実家は静岡県熱海市で老舗旅館を営んでいる
- BLS指導員資格を保有している
- 大手テーマパークの正社員

## 入場曲
- Imagine 〜for running〜　(21g)
- Che Che Kule Dance Club (GOODBYE MOZART)